# Agnes Randolph
Lady Agnes Randolph (auch Agnes Dunbar, Countess of Dunbar oder Countess of March), genannt Black Agnes (* um 1308; † 1369), war eine schottische Adlige. Sie spielte eine wichtige Rolle während des Zweiten Schottischen Unabhängigkeitskriegs.

## Herkunft und Heirat

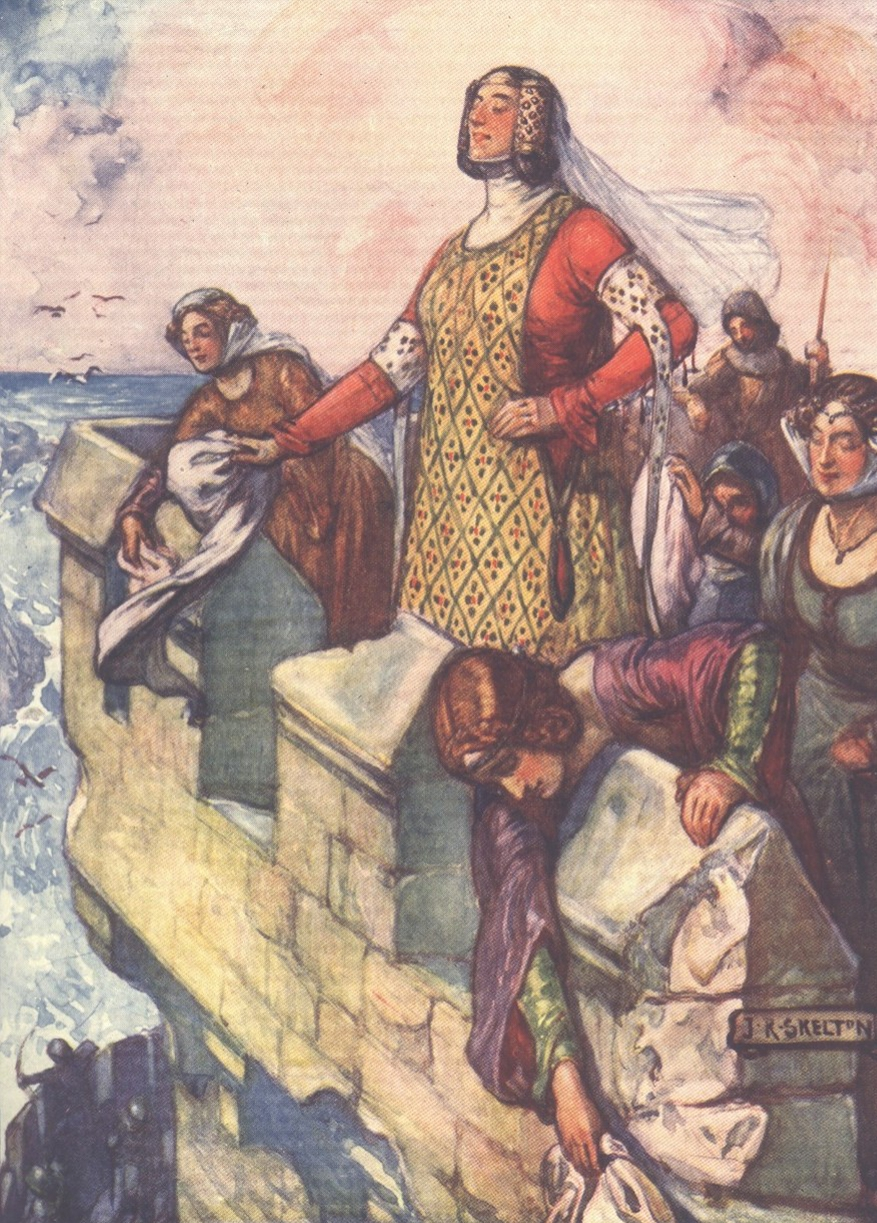
Black Agnes in einer Abbildung aus H. E. Marshalls Scotland’s Story (1906)

Agnes wurde um 1308 als älteste Tochter von Thomas Randolph, des späteren Earl of Moray, und von dessen Frau Isabel Stewart geboren. Sie hatte zwei Brüder, Thomas Randolph, 2. Earl of Moray, und John Randolph, 3. Earl of Moray, sowie eine Schwester, Isabella. Nach dem Chronisten Pitscottie wurde sie aufgrund ihres dunklen Teints im Volksmund „Black Agnes“ genannt. Nach Pittscottie war sie auch außergewöhnlich schlau. Um 1320 heiratete sie Patrick Dunbar, 8. Earl of Dunbar, der sich auch als Earl of March titulierte. Da Dunbar ihr Cousin war, benötigten sie für die Ehe einen päpstlichen Dispens.

## Rolle während des Schottischen Unabhängigkeitskriegs
Während des Zweiten Schottischen Unabhängigkeitskriegs wechselte ihr Mann nach der schottischen Niederlage in der Schlacht von Halidon Hill 1333 die Seiten und unterstützte den Thronanspruch des von England unterstützten Edward Balliol. Daraufhin durfte er mit Erlaubnis und finanzieller Unterstützung des englischen Königs Eduard III. Dunbar Castle neu befestigen. Spätestens Anfang 1335 wechselte er jedoch wieder auf die schottische Seite und unterstützte die Anhänger des minderjährigen Königs David II. 1337 beschlossen William Montagu, 1. Earl of Salisbury und Richard FitzAlan, 10. Earl of Arundel, die beiden englischen Kommandanten in Schottland, das strategisch wichtige Dunbar Castle zu erobern.
Agnes war als Burgherrin allein in der Burg, als die Engländer im Januar 1338 mit der Belagerung begannen. Agnes verteidigte die Burg mit der verbliebenen Besatzung und den anwesenden Damen ihres Gefolges. Die Engländer errichteten für die Belagerung Katapulte und andere Belagerungsmaschinen, mit denen die Burg beschossen wurde. Agnes leitete die Verteidigung der Burg, wobei sie selbst während des Beschusses durch die Belagerungsmaschinen auf den Wehrgängen erschien. Der Überlieferung nach soll Agnes oder eine Dame ihres Gefolges mit einem sauberen Tuch die Zinnen vom Staub gereinigt habe, nachdem ein Stein die Mauern getroffen hatte. Als Montagu eine Sau genannte Belagerungsmaschine an die Burg heranbrachte, konnten die Verteidiger die Maschine mit einem dafür eigens vorbereiten Stein zerstören. Die darauf flüchtenden englischen Soldaten wurden von Agnes laut verspottet.
Danach soll Salisbury versucht haben, eine Wache zu bestechen, damit diese das Tor für die Engländer öffnete. Der Wachmann nahm das Bestechungsgeld von Salisbury entgegen und informierte Agnes, die Salisbury erwartete und versuchte, ihn mit dem Fallgatter auf der Burg festzusetzen. Dies misslang, da sich einer der Männer vor Salisbury schob und ihn so vor der Gefangennahme schützte. Schließlich versuchte man, Agnes zu erpressen: Ihr Bruder, John Randolph, 3. Earl of Moray, war in englische Gefangenschaft geraten, und Agnes wurde mit seinem Tod gedroht. Agnes erwiderte, dass sie das ruhig tun sollten, denn dann wäre sie die Erbin ihres Bruders. Der englische König war von ihrem Widerstand so beeindruckt, dass er seine Vorbereitungen für seinen Feldzug nach Flandern unterbrach und nach Dunbar reiste. Schließlich entschloss er sich zum Abbruch der fünf Monate währenden Belagerung, da er seine Kräfte auf den Krieg mit Frankreich konzentrieren wollte. Die Belagerung von Dunbar Castle gilt als eine der letzten großen Militäraktionen der Engländer in den Schottischen Unabhängigkeitskriegen.

## Erbin von Moray
Nach dem Tod von Agnes Bruder John Randolph, 3. Earl of Moray in der Schlacht von Neville’s Cross 1345 übernahm ihr Mann Patrick Dunbar den Titel Earl of Moray. Obwohl König David II. diesen Titel nach seiner Freilassung 1357 dem englischen Duke of Lancaster verlieh, schien Dunbar den Titel weiter geführt zu haben. Vor allem behielt er aber die Kontrolle über die umfangreichen Besitzungen seines verstorbenen Schwagers in Dumfriesshire, Ayrshire, Aberdeenshire und Fife, die Agnes zusammen mit ihrer jüngeren Schwester Isabel geerbt hatte. Isabel hatte einen Cousin von Dunbar geheiratet, der ebenfalls Sir Patrick Dunbar hieß. Mit ihm hatte sie einen Sohn, George Dunbar. Da die Ehe von Agnes und Patrick kinderlos war, wurde George, ihr Neffe, Erbe ihrer Besitzungen. 1367 trat Agnes letztmals in Erscheinung, sie starb zwei Jahre später im selben Jahr wie ihr Mann.

## Moderne Rezeption
Judy Chicago widmete Agnes Randolph eine Inschrift auf den dreieckigen Bodenfliesen des Heritage Floor ihrer Installation The Dinner Party. Die mit dem Namen Agnes of Dunbar beschrifteten Porzellanfliesen sind dem Platz mit dem Gedeck für Christine de Pizan zugeordnet.